# Azinat
L'asinat (asinat en occità i azinat en francès) és una sopa tradicional occitana que es menjava quotidianament a Arieja. Es tracta d'un plat únic, ja que, com ocorre amb l'escudella i carn d'olla, en realitat es tracta de dos plats, primer es pren el caldo, amb pa o fideus; i després les carns acompanyades de les verdures. Com la mateixa escudella i altres plats similars, l'asinat té versions diferents per a cada vil·la o família, segons els gustos i recursos particulars de cadascú, però sobretot té versions més pobres (amb verdura bàsicament) i d'altres de festa, enriquides amb més quantitat i varietat de carns. Encara té una tercera similitud amb l'escudella, i és que conté una rosòla (en francès, rouzolle), una mena d'hamburguesa gran, feta amb una barreja de carn de botifarra, una mica de pernil, molla de pa, ou batut, all i julivert, que es cou a l'olla amb el brou, com una mena de pilota.